# Arquidiócesis de Lahore

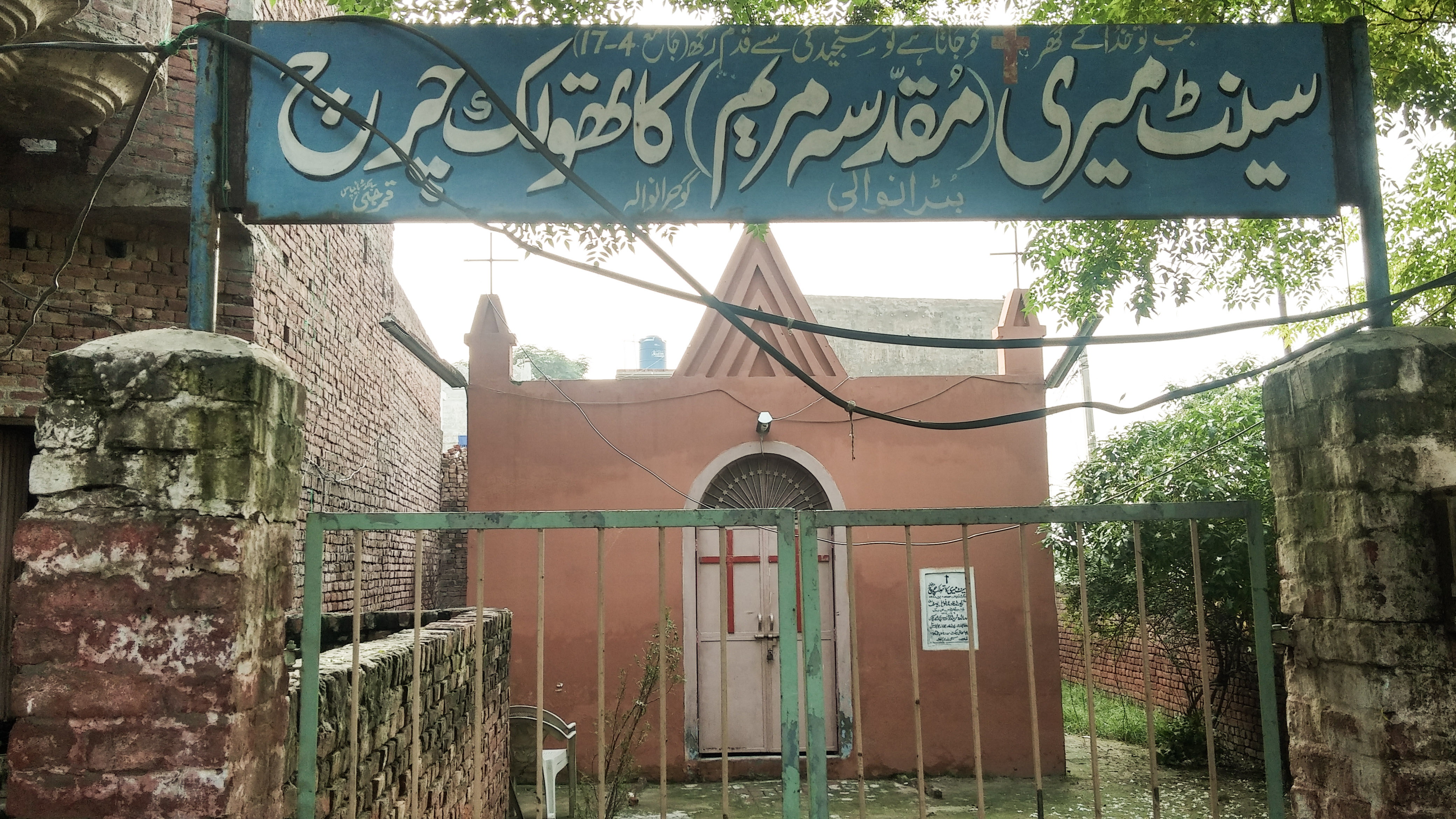
Iglesia de Santa María en Buttranwali, Gujranwala

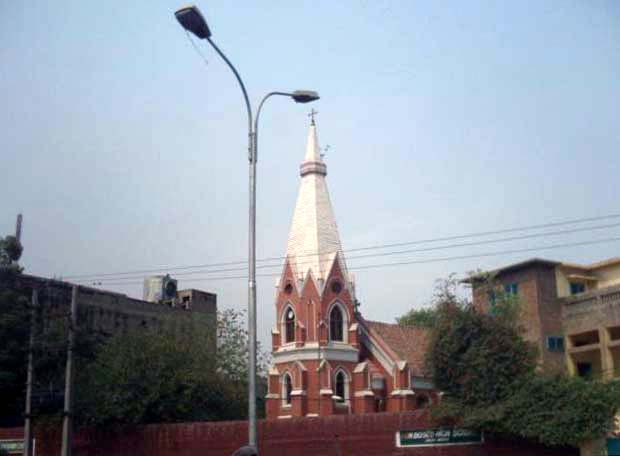
Iglesia de Antonio, Lahore

La arquidiócesis de Lahore (en latín: Archidioecesis Lahoren(sis), en inglés: Roman Catholic Archdiocese of Lahore y en urdu: لاہور کے میٹروپولیٹن‎) es una circunscripción eclesiástica metropolitana de rito latino de la Iglesia católica en Pakistán. Desde el 14 de noviembre de 2013 su arzobispo es Sebastian Francis Shaw, O.F.M.

## Territorio y organización
La arquidiócesis extiende su jurisdicción sobre los fieles católicos de rito latino residentes dentro de la provincia de Punyab en los distritos de Kasur, Sheikhupura, Nankana-Sahib, Gujranwala, Sialkot, Narowal y Hafizabad.
La sede de la arquidiócesis se encuentra en la ciudad de Lahore, en donde se halla la Catedral del Sagrado Corazón. 
En 2019 el territorio estaba dividido en 15 parroquias.
Son sufragáneas de la arquidiócesis de Lahore las diócesis de Faisalabad, Islamabad-Rawalpindi y Multán.

## Historia
La región de Punjab, en el extremo norte de Indostán, fue tocada solo marginalmente por misioneros católicos. Los primeros en llegar a estas tierras fueron los jesuitas a fines del siglo XVI, provenientes de Goa. Su obra, gracias también a la benevolencia de los emperadores mogoles, tuvo un éxito inicial, pero pronto se interrumpió la evangelización de estas tierras y en la primera mitad del siglo XVIII ya no quedaba nada de la obra de los jesuitas.
Fue solo después de la conquista británica (1840-1849) que los misioneros católicos pudieron regresar a Punjab, que dependía eclesiásticamente de los vicarios apostólicos de Agra. Surgieron iglesias católicas en varias ciudades (Lahore en 1846, Jalandhar en 1847, Sialkot en 1853, Multán en 1859, Amritsar en 1863), se fundaron conventos de monjas y se abrieron escuelas, pensiones y orfanatos dirigidos por congregaciones religiosas, especialmente capuchinos de diferentes provincias de la orden. La misión era casi exclusivamente para blancos, especialmente soldados católicos del ejército británico estacionados en Punjab, o miembros católicos de la administración colonial.
La situación era, sin embargo, precaria, tanto porque no había una verdadera evangelización de los indígenas, como porque el número de misioneros siempre estuvo limitado y condicionado por la disponibilidad de sacerdotes o religiosos europeos para ir al Raj británico.
El 31 de septiembre de 1880 la Santa Sede decidió erigir el vicariato apostólico de Punjab en virtud del breve Intendentes del papa León XIII, separando territorio del vicariato apostólico de Agra (hoy arquidiócesis). El primer vicario apostólico fue Paolo Tosi, un capuchino italiano de la provincia de Emilia-Romaña, exobispo de la diócesis de Allahabad.
El 1 de septiembre de 1886, como resultado de la bula Humanae salutis del papa León XIII, el vicariato apostólico fue elevado al rango de diócesis. El 7 de junio del año siguiente, con el breve Post initam, la nueva diócesis, denominada diócesis de Lahore, pasó a formar parte de la provincia eclesiástica de Agra. La nueva diócesis fue inmediatamente dividida en dos el 6 de julio de 1887 con la separación de Cachemira que fue erigida en prefectura apostólica con el nombre de Kafiristán y Cachemira (hoy diócesis de Islamabad-Rawalpindi).
El primer obispo de la diócesis de Lahore fue Charles-Jacques Mouard, un capuchino, exvicario apostólico de Seychelles. La organización eclesiástica de Punjab favoreció el inicio de una misión y apostolado hacia los indios.
Con el decreto Cum Lahorensis del 15 de noviembre de 1888, la Congregación de Propaganda Fide confió oficialmente la misión en la diócesis de Lahore a los capuchinos de la provincia belga, con la tarea de trabajar principalmente en la "conversión de los infieles". En 1889 llegaron a Lahore dos grupos de capuchinos belgas, para un total de 19 religiosos; el 21 de marzo el obispo también entró en la diócesis.
Los inicios de la misión en la diócesis no fueron fáciles. El obispo Mouard murió prematuramente en 1890. Su sucesor, Emmanuel Alfonso van den Bosch, no tuvo tiempo de llegar a Lahore, ya que un año y medio después de su nombramiento fue trasladado al arzobispado de Agra. Fue Goffredo Pelckmans (1893-1904) el verdadero organizador e iniciador de la misión en Punjab. Fue responsable de la construcción del palacio episcopal, terminado en 1899, y de la catedral, consagrada en 1907. Durante su episcopado surgieron numerosas escuelas católicas y otras congregaciones religiosas llegaron a la diócesis para echar una mano en la obra de evangelización.
Una de las principales y originales obras misioneras establecidas en la diócesis de Lahore fueron las "colonias agrícolas", siguiendo el modelo de las reducciones jesuitas en América del Sur. Estos pueblos cristianos agrupaban en su mayoría a los marginados, a los excluidos de la sociedad india, a los intocables, en torno a un proyecto agrícola puesto en marcha por los misioneros. La primera fundación fue la de Mariabad erigida en 1892 sobre un terreno de casi 300 hectáreas propiedad de los capuchinos. Le siguió Khuspur en 1900, Francisabad en 1904, Antoniabad en 1914 y Rahmpur en 1918. Antoniabad comprendía un enorme terreno de más de 2500 hectáreas en el que convivían 6 pueblos cristianos.
El éxito de la misión decidió a la Santa Sede a establecer nuevas circunscripciones eclesiásticas. El 13 de septiembre de 1910 mediante el breve Incensum del papa Pío X cedió la parte oriental de la diócesis para la erección de la arquidiócesis de Simla (hoy arquidiócesis de Delhi), de la que Lahore se convirtió en sufragánea el 22 de mayo de 1913. El 17 de diciembre de 1936 mediante la bula Quo apostolici del papa Pío XI, cedió la parte suroeste de su territorio para la erección de la prefectura apostólica de Multan, que se convirtió en diócesis de Multán en 1939.
Antes de la división de 1936, la comunidad católica de la diócesis incluía más de 53 000 bautizados y más de 23 000 catecúmenos, distribuidos en más de 2000 pueblos, agrupados en 22 estaciones misioneras o parroquias.
Después de la partición de la India y la guerra indo-pakistaní de 1947, la diócesis se vio dividida en dos por la frontera estatal entre India y Pakistán, que dividía el Punjab en dos. Lahore, el obispado y capital histórica de Punjab, pasó entonces a estar en Pakistán.
El 15 de julio de 1950 se hicieron coincidir los límites de la diócesis con los del estado paquistaní, a excepción de los territorios de Jammu, que quedaron bajo la jurisdicción de los obispos de Lahore, ya que la cuestión política aún no estaba definida. Al mismo tiempo, pasó a formar parte de la nueva provincia eclesiástica de Karachi.
El 17 de enero de 1952, con dos bulas distintas(Aptiori christifidelium, AAS 44 (1952), p. 513 e Inter ceteras curas), la diócesis de Lahore cedió la parte india de su territorio para la erección de las prefecturas apostólicas de Cachemira y Jammu (hoy diócesis de Jammu-Srinagar) y de Jullundur (hoy diócesis de Jullundur).
El 23 de abril de 1994 la diócesis fue elevada al rango de arquidiócesis metropolitana con la bula Inter cotidiana del papa Juan Pablo II.

## Episcopologio
- Paolo Tosi, O.F.M.Cap. † (27 de septiembre de 1880-1886 renunció)
- Charles-Jacques Mouard, O.F.M.Cap. † (10 de agosto de 1888-14 de julio de 1890 falleció)
- Emmanuel Alfonso van den Bosch, O.F.M.Cap. † (21 de noviembre de 1890-2 de mayo de 1892 nombrado arzobispo de Agra)
- Goffredo Pelckmans, O.F.M.Cap. † (2 de junio de 1893-3 de agosto de 1904 falleció)
- Fabien-Antoine Eestermans, O.F.M.Cap. † (11 de abril de 1905-17 de diciembre de 1925 renunció[13])
  - Sede vacante (1925-1928)
- Hector Catry, O.F.M.Cap. † (28 de marzo de 1928-4 de julio de 1946 renunció[14])
- Marcel Roger Buyse, O.F.M.Cap. † (12 de junio de 1947-12 de marzo de 1967 renunció[15])
- Felicissimus Alphonse Raeymaeckers, O.F.M.Cap. † (12 de marzo de 1967 por sucesión-10 de julio de 1975 renunció)
- Armando Trindade † (10 de julio de 1975-31 de julio de 2000 falleció)
- Lawrence John Saldanha (24 de abril de 2001-7 de abril de 2011 retirado)
  - Sede vacante (2011-2013)
- Sebastian Francis Shaw, O.F.M., desde el 14 de noviembre de 2013

## Estadísticas
De acuerdo al Anuario Pontificio 2020 la arquidiócesis tenía a fines de 2019 un total de 581 100 fieles bautizados.
| Año                                                                             | Población            | Población  | Población      | Sacerdotes | Sacerdotes    | Sacerdotes    | Bautizados por sacerdote | Diáconos permanentes | Religiosos | Religiosos | Parroquias |
| Año                                                                             | Bautizados católicos | Total      | % de católicos | Total      | Clero secular | Clero regular | Bautizados por sacerdote | Diáconos permanentes | Varones    | Mujeres    | Parroquias |
| ------------------------------------------------------------------------------- | -------------------- | ---------- | -------------- | ---------- | ------------- | ------------- | ------------------------ | -------------------- | ---------- | ---------- | ---------- |
| 1950                                                                            | 78 429               | 15 000     | 0.5            | 42         | 2             | 40            | 1867                     |                      | 5          | 102        |            |
| 1970                                                                            | 156 240              | 6 448 575  | 2.4            | 50         | 8             | 42            | 3124                     |                      | 58         | 168        |            |
| 1980                                                                            | 166 000              | 10 371 000 | 1.6            | 57         | 13            | 44            | 2912                     |                      | 59         | 168        | 21         |
| 1990                                                                            | 425 603              | 20 250 000 | 2.1            | 53         | 20            | 33            | 8030                     |                      | 76         | 202        | 25         |
| 1999                                                                            | 505 883              | 22 000     | 2.3            | 61         | 30            | 31            | 8293                     |                      | 90         | 214        | 25         |
| 2000                                                                            | 511 226              | 23 000     | 2.2            | 61         | 30            | 31            | 8380                     |                      | 90         | 214        | 25         |
| 2001                                                                            | 514 226              | 23 500 000 | 2.2            | 72         | 29            | 43            | 7142                     |                      | 102        | 223        | 25         |
| 2002                                                                            | 550 000              | 23 030 000 | 2.4            | 69         | 32            | 37            | 7971                     | 1                    | 52         | 203        | 26         |
| 2003                                                                            | 560 463              | 24 000     | 2.3            | 47         | 32            | 15            | 11 924                   | 1                    | 29         | 197        | 25         |
| 2004                                                                            | 570 000              | 25 000     | 2.3            | 72         | 30            | 42            | 7916                     |                      | 58         | 215        | 24         |
| 2013                                                                            | 412 000              | 27 582 000 | 1.5            | 70         | 31            | 39            | 5885                     |                      | 69         | 561        | 27         |
| 2016                                                                            | 389 000              | 29 328 000 | 1.3            | 73         | 31            | 42            | 5328                     |                      | 141        | 558        | 27         |
| 2019                                                                            | 581 100              | 31 101 400 | 1.9            | 99         | 42            | 57            | 5869                     |                      | 130        | 490        | 29         |
| Fuente: Catholic-Hierarchy, que a su vez toma los datos del Anuario Pontificio. |                      |            |                |            |               |               |                          |                      |            |            |            |